# ОФК куп нација 2012.
ОФК куп нација 2012. (службени назив: 2012 OFC Nations Cup) је девети по реду ОФК куп нација који се одржава под покровитељством Фудбалске конфедерације Океаније. Првенство се одржало од 1. јуна до 10. јуна 2012. године на Соломоновим Острвима. Победник такмичења постао је првак Океаније у фудбалу и имао право да представља Океанију на наредном Купу конфедерација. 
Првенство се рачуна и као друга рунда квалификација за Светско првенство у фудбалу 2014. године. Полуфиналисти ће се пласирати у последњу трећу рунду.
Турнир је првобитно требало да се одржи на Фиџију од 3-12 јуна 2012, али је у марту домаћинство одузето Фиџију као резултат спора између генералног секретара ОФК-а Таиа Николаса и фиџијских власти. Домаћинство је предато Соломоновим Острвима.
Шампион је постао Тахити који је у финалу победио Нову Каледонију са 1:0.

## Репрезентације
На турниру учествује осам репрезентација. Нови Зеланд се квалификовао као победник претходног ОФК купа нација 2008. године. Шест репрезентација се пласирало преко Пацифичких игара 2011. године, док се Самоа пласирала кроз квалификације.
| - Фиџи - Нова Каледонија - Нови Зеланд - Папуа Нова Гвинеја | - Соломонова Острва - Тахити - Вануату - Самоа |

## Стадиони
ОФК куп нација 2012. ће се играти на једном стадиону у главном граду Соломонових Острва, Хонијари.
| Хонијара                                   |
| ------------------------------------------ |
| Стадион Лосон Тама                         |
|                                            |
| 9° 26′ S 159° 58′ E / 9.433° Ј; 159.967° И |
| Капацитет: 25.000                          |
| Хонијара                                   |

## Групна фаза такмичења
Учествује осам репрезентација подељених у две групе по четири репрезентације. Две најбоље пласиране репрезентације из сваке групе пролазе у полуфинале. 
| Пласирали се у полуфинале |
| Испали                    |

### Група А
| Самоа    | 1:10     | Тахити                                                                                      |
| -------- | -------- | ------------------------------------------------------------------------------------------- |
| Мало 70’ | Извештај | Л. Техау 7’ 83’ 84’ 86’ · Џ. Техау 17’ 78’ · A. Техау 19’ 40’ · T. Техау 54’ · Чонг Хуе 60’ |

| Вануату                 | 2:5      | Нова Каледонија                                    |
| ----------------------- | -------- | -------------------------------------------------- |
| Тасо 52’ · Напрапол 61’ | Извештај | Каи 32’ 58’ 76’ · Џоуп-Фенепеј 66’ · Р. Кајара 87’ |

| Вануату                                                         | 5:0      | Самоа |
| --------------------------------------------------------------- | -------- | ----- |
| Напрапол 26’ · Калтак 45+1’ · Малас 46’ · Тасо 74’ · Вава 90+3’ | Извештај |       |

| Тахити                                                      | 4:3     | Нова Каледонија                  |
| ----------------------------------------------------------- | ------- | -------------------------------- |
| A. Техау 19’ · Валар 29’ (пен.) · Л. Техау 32’ · Degage 84’ | Ивештај | Бако 74’ · Хаеко 80’ · Каума 86’ |

| Нова Каледонија                                                                            | 9:0      | Самоа |
| ------------------------------------------------------------------------------------------ | -------- | ----- |
| Р. Кајара 10’ · Хаеко 11’ 45+1’ 72’ 90’ 90+1’ · Кабеу 22’ · Иксое 25’ (пен.) · Гнипате 45’ | Извештај |       |

| Тахити                                                        | 4:1    | Вануату    |
| ------------------------------------------------------------- | ------ | ---------- |
| Валар 15’ (пен.) · Џ. Техау 38’ · A. Техау 57’ · T. Техау 87’ | Report | Тасо 90+4’ |

#### Табела групе А
| Тим             | ИГ | П | Н | И | ДГ | ПГ | ГР  | Бод. |
| --------------- | -- | - | - | - | -- | -- | --- | ---- |
| Тахити          | 3  | 3 | 0 | 0 | 18 | 5  | +13 | 9    |
| Нова Каледонија | 3  | 2 | 0 | 1 | 17 | 6  | +11 | 6    |
| Вануату         | 3  | 1 | 0 | 2 | 8  | 9  | -1  | 3    |
| Самоа           | 3  | 0 | 0 | 3 | 1  | 24 | -23 | 0    |

### Група Б
| Фиџи | 0:1      | Нови Зеланд |
| ---- | -------- | ----------- |
|      | Извештај | Смит 8’     |

| Соломонова Острва | 1:0      | Папуа Нова Гвинеја |
| ----------------- | -------- | ------------------ |
| Тотори 5’         | Извештај |                    |

| Папуа Нова Гвинеја | 1:2      | Нови Зеланд        |
| ------------------ | -------- | ------------------ |
| Ханс 88’ (пен.)    | Извештај | Смелц 2’ · Вуд 53’ |

| Фиџи | 0:0      | Соломонова Острва |
| ---- | -------- | ----------------- |
|      | Извештај |                   |

| Папуа Нова Гвинеја | 1:1      | Фиџи         |
| ------------------ | -------- | ------------ |
| Џек 85’            | Извештај | Дунадаму 14’ |

| Нови Зеланд | 1:1      | Соломонова Острва |
| ----------- | -------- | ----------------- |
| Вуд 14’     | Извештај | Тотори 57’        |

#### Табела групе Б
| Тим                | ИГ | П | Н | И | ДГ | ПГ | ГР | Бод. |
| ------------------ | -- | - | - | - | -- | -- | -- | ---- |
| Нови Зеланд        | 3  | 2 | 1 | 0 | 4  | 2  | +2 | 7    |
| Соломонова Острва  | 3  | 1 | 2 | 0 | 2  | 1  | +1 | 5    |
| Фиџи               | 3  | 0 | 2 | 1 | 1  | 2  | -1 | 2    |
| Папуа Нова Гвинеја | 3  | 0 | 1 | 2 | 2  | 4  | -2 | 1    |

## Завршна фаза

### Полуфинале
| Тахити       | 1:0      | Соломонова Острва |
| ------------ | -------- | ----------------- |
| Џ. Техау 15’ | Извештај |                   |

| Нови Зеланд | 0:2      | Нова Каледонија              |
| ----------- | -------- | ---------------------------- |
|             | Извештај | Кај 60’ · Џоуп-Фенепеј 90+2’ |

### Меч за треће место
| Соломонова Острва            | 3:4      | Нови Зеланд                   |
| ---------------------------- | -------- | ----------------------------- |
| Теледа 48’ · Тототри 54’ 88’ | Извештај | Вуд 11’ 25’ 30’ · Смелц 90+4’ |

### Финале
| Тахити       | 1:0      | Нова Каледонија |
| ------------ | -------- | --------------- |
| Чонг Хуе 11’ | Извештај |                 |

## Награде
| Победник ОФК куп нација 2012. |
| Тахити Прва титула            |

## Играчи који су постигли највише голова
6 гола
- Џек Хаеко

5 гола
| - Крис Вуд | - Лоренцо Техау |  |

4 гола
| - Бертранд Каи - Бењамин Тотори | - Алвин Техау | - Џонатан Техау |